# Joseph-Annet de Lastic
Pierre-Joseph-Annet, comte de Lastic-Vigouroux, seigneur de Pierrefort, né le 2 février 1772 au château de Vigouroux et mort le 2 novembre 1866 au château de Parentignat, est un militaire et homme politique français.

## Biographie
Fils aîné du comte Annet de Lastic de Vigouroux et de Pétronille Véal du Blau, filleul de Pierre-Joseph de Lastic, Joseph-Annet de Lastic est page des Écuries du roi du 12 avril 1786 au 30 mars 1789 puis premier page du roi Louis XVI en 1791. 
Il devient membre de la coalition d'Auvergne, émigre et sert dans l'armée de Condé de 1793 à 1796. En 1794, il est grièvement blessé au bras droit et une balle lui traverse la poitrine. En 1797, l'armée de Condé ayant été licenciée, et ses blessures ne lui permettant plus de combattre, il demande à se retirer. Pour ses services, il reçoit la croix de Saint-Louis en 1814 à la Première Restauration.
Rentré en France en 1802, il épouse sa cousine Octavie de Lastic, dernière de sa branche et héritière du château de Parentignat, petite-fille de François de Lastic et d'Anne-Pierre de Montesquiou-Fézensac. Grâce au soutien de l'oncle direct de sa femme, Pierre de Montesquiou-Fezensac, alors grand chambellan de l'empereur, il devient chambellan de l'Impératrice Joséphine.
Dévoué au gouvernement des Bourbons, il est nommé conseiller général du Puy-de-Dôme par ordonnance du roi du 2 novembre 1814 et inspecteur général des haras en 1815. Il est élu député du Cantal, le 17 novembre 1827. À la chambre, il siège au centre droit.

## Sources
- « Joseph-Annet de Lastic », dans Adolphe Robert et Gaston Cougny, Dictionnaire des parlementaires français, Edgar Bourloton, 1889-1891 [détail de l’édition]